# Forte Társulat
A Forte Társulat egy kortárstánc-orientált előadóművészeti társulat Budapesten, mely a mozgásszínház (fizikai színház) fejlesztésére törekszik.

## Története
2005–2006 táján jött létre. Közvetlen előzménye Horváth Csaba Forte című koreográfiája volt, mely 2005 novemberében került bemutatásra.
Az alakulás utáni években, a társulat egyik első nagyobb sikere a Kalevala című előadás volt, mely külföldi fesztiválra is eljutott. 2012-ben és 2013-ban a társulat több ízben fellépett Temesváron.

## Társulat (2024/2025)
- Horváth Csaba
- Fehér László
- Földeáki Nóra
- Horkay Barnabás
- Krisztik Csaba
- Pallag Márton
- Widder Kristóf

## Előadásai

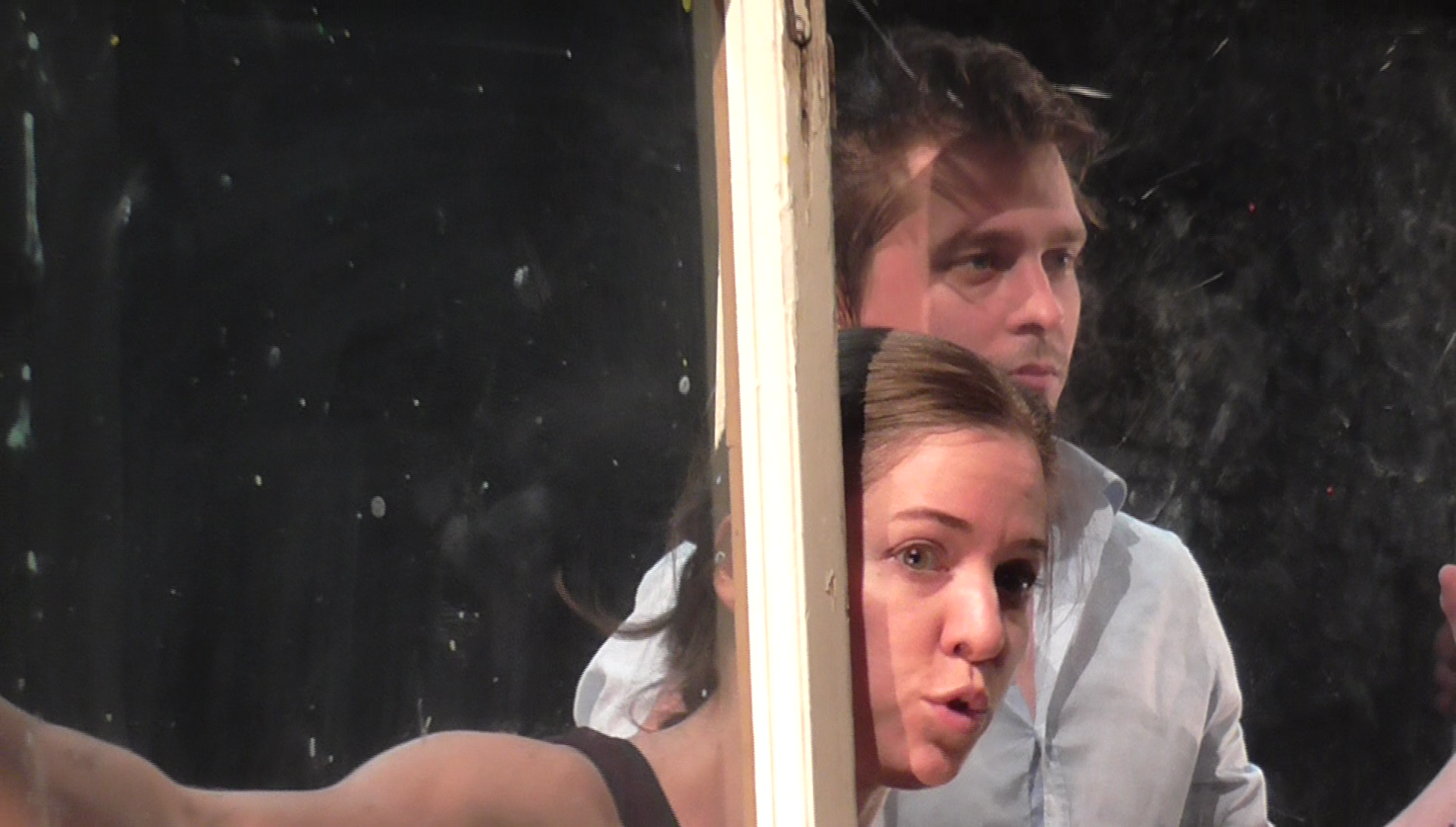
Részlet a Toldi c. előadásból

A társulat által bemutatott önálló előadások közül a Magyar Színházi Adattárban szerepel:
- Hauptmann: Patkányok, 2016
- Keresztury: A Te országod, 2015
- Dosztojevszkij: Bűn és bűnhődés, 2015
- Dés: Farkasszem, 2014
- Edmundson: Irtás, 2013
- Kristof: A nagy füzet, 2013
- Dürrenmatt: Fizikusok, 2009

Jelentős irodalmi alapra épülnek még, Beckett (Godot), Ibsen (Peer Gynt) és Arany János: Toldi teljes szövegével készült előadás.